# Phu tù tại Babylon

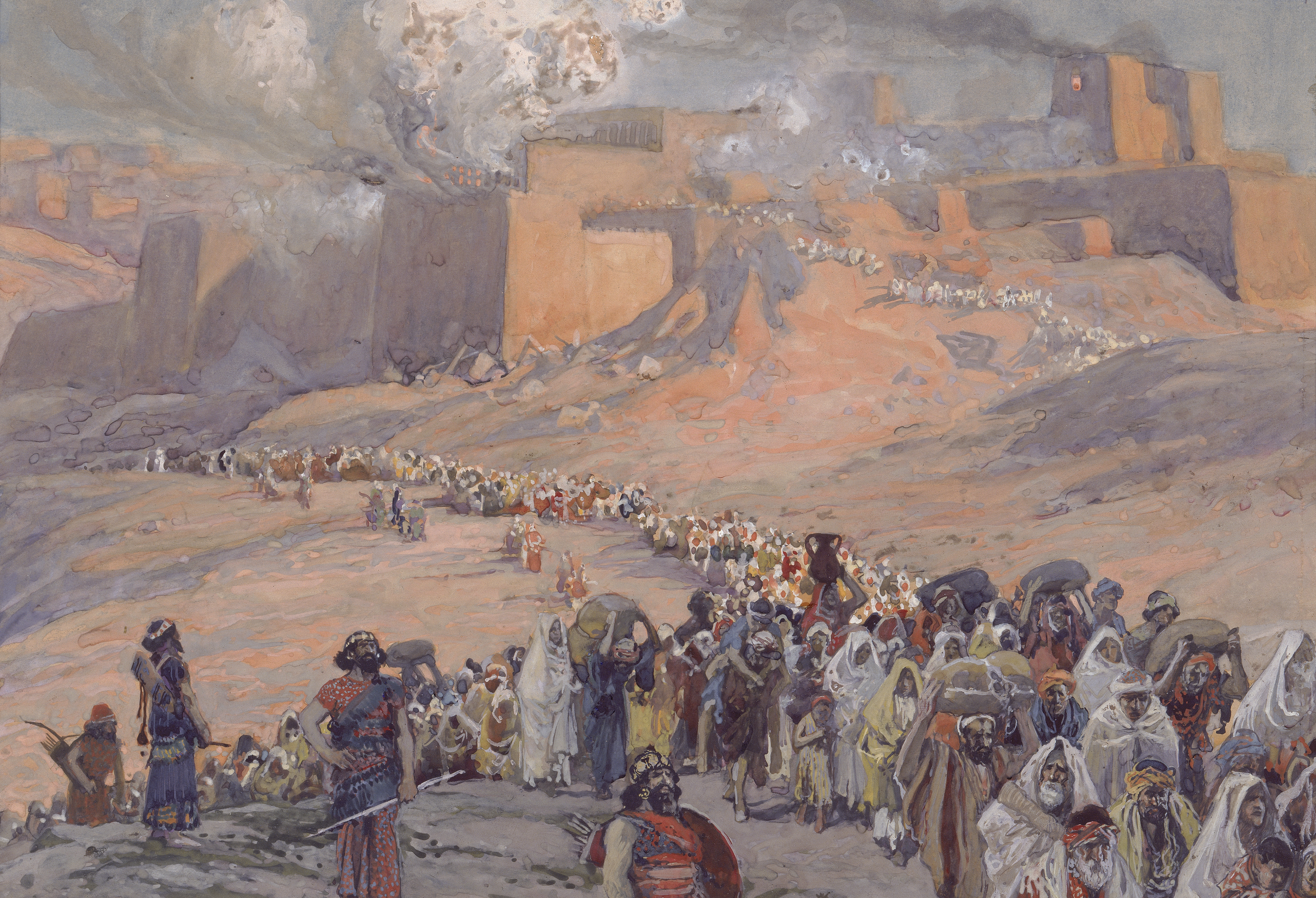
Bức tranh Phu tù tại Babylon - người Do Thái bị bắt làm phu tù từ Canaan đến Babylon, do hoạ sĩ Pháp James Tissot vẽ vào năm 1896.

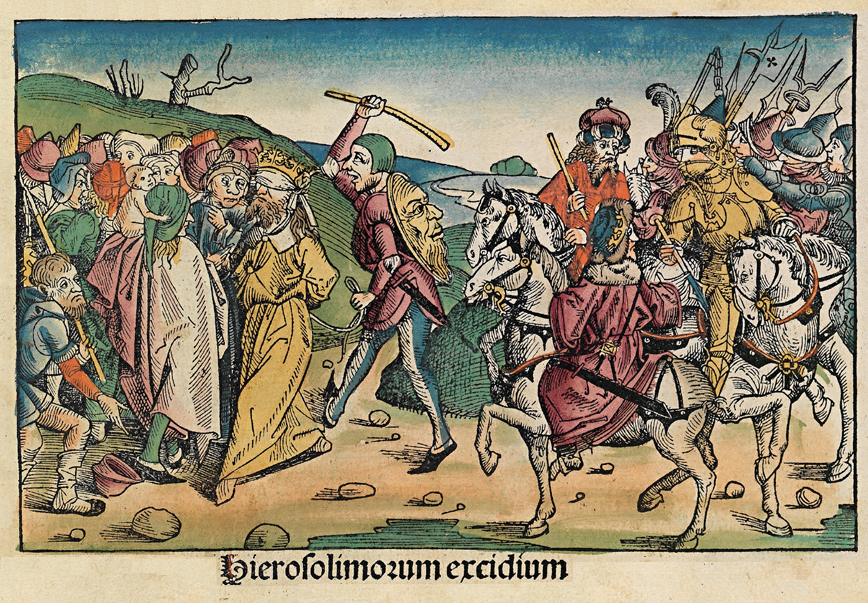
Trục xuất người Do Thái khỏi Jerusalem, hình minh hoạ đến từ Biên niên sử Nuremberg năm 1493.

Phu tù tại Babylon, hoặc gọi là lưu đày ở Babylon, là sự kiện lịch sử của người Do Thái cổ bị bắt làm phu tù đến Babylon, khoảng thời gian từ năm 597 trước Công nguyên đến năm 538 trước Công nguyên. Nebuchadnezzar II - quốc vương của Vương quốc Tân Babylon, hai lần chinh phục Vương quốc Do Thái, rất nhiều dân chúng, thợ thủ công, tư tế và thành viên vương thất bị bắt làm phu tù đến Babylon, sự kiện này được gọi là Phu tù tại Babylon.
Năm 538 TCN, sau khi Cyrus II - quốc vương của vương triều Achaemenid, diệt vong Babylon, người Do Thái bị bắt làm phu tù mới được cho phép trở về Jerusalem - quê hương của họ. Đoạn lịch sử này, người Do Thái tự gọi là Thời đại Chịu nạn, lúc bị tù đày họ khát vọng Đức Jehovah phái một Chúa Cứu thế để phục hưng quốc gia. Do Thái giáo nẩy mầm ngay từ lúc này, sự ảnh hưởng của nó đối với Cơ Đốc giáo cũng rất lớn.

## Tóm tắt

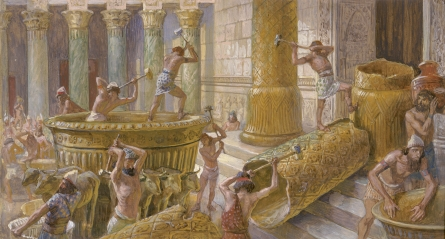
Người Chaldea đập phá "Biển Đồng" - một bồn nước lớn hình tròn làm bằng đồng, nằm ở trong Thánh điện Solomon.

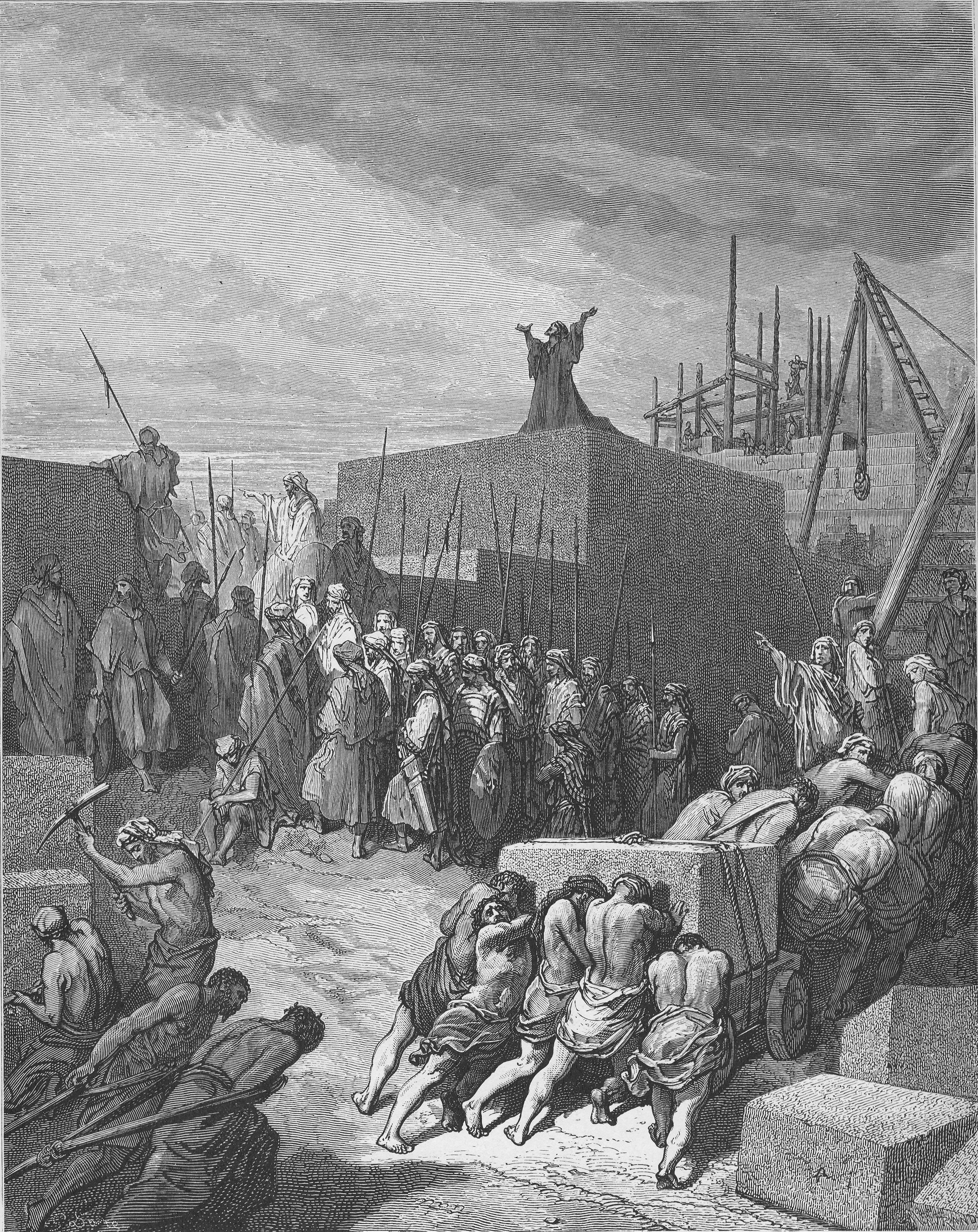
Trở về từ khi lưu vong ở Babylon để xây dựng lại Thánh điện, tranh do hoạ sĩ Gustave Doré vẽ vào năm 1866.

Từ năm 597 TCN đến năm 538 TCN, Vương quốc Do Thái hai lần bị Nebuchadnezzar II - quốc vương của Vương quốc Tân Babylon, chinh phục; năm 587 TCN, Nebuchadnezzar II lần thứ hai tiến quân vào Palestine, hơn nữa đem một số lượng lớn dân chúng, thợ thủ công, tư tế và thành viên vương thất cưỡng bách làm phu tù đến Babylon.
Trước đó đã có hơn một vạn người Do Thái bị lưu đày đến khu vực Babylon. Năm 597 TCN, Nebuchadnezzar II - quốc vương của Vương quốc Tân Babylon, cầm quân đánh chiếm Jerusalem, giết chết Jehoiakim, vua Do Thái, cướp sạch lễ vật của vương cung và Thánh điện ở Jerusalem. Jeconiah - con trai của Jehoiakim, lên ngôi. Ba tháng sau, Nebuchadnezzar II lại đánh phá thành Jerusalem một lần nữa, ông đem Jeconiah, vương mẫu, hậu phi, thái giám cùng với đại quan, dũng sĩ, thợ mộc, thợ sắt, v.v từ Jerusalem bắt làm phu tù đi đến Babylon.
Nebuchadnezzar II lập Zedekiah - thúc phụ của Jeconiah, làm vua Do Thái, ra lệnh ông ta xưng thần và cống nạp. Zedekiah làm phản vua Babylon, Nebuchadnezzar II cầm quân tấn công Jerusalem. Năm 586 TCN, đánh chiếm Jerusalem, một lần nữa cướp sạch Thánh điện, diệt vong Vương quốc Do Thái. Zedekiah bỏ thành chạy trốn, tại đồng bằng sát gần Jericho ông bị bắt giữ. Nebuchadnezzar II xét xử Zedekiah ở Riblah, bên trong lãnh thổ Hama, đồng thời sát hại các con trai của Zedekiah, khoét mắt Zedekiah, dùng xích đồng khoá ông ta, mang đến Babylon. Năm 581 TCN, Nebuzaradan - hộ vệ trưởng của Nebuchadnezzar II, đốt phá Thánh điện, vương cung và nhà dân ở Jerusalem, phá bỏ tường thành, đồng thời bắt phần lớn dân chúng trong thành, chỉ để lại những người cực kì bần cùng.
Thời kì Thánh điện Solomon, đền Thánh đầu tiên, tuyên bố kết thúc, lịch sử Do Thái bước vào thời đại phu tù tại Babylon. Đây là cuộc đại lưu tán lần thứ nhất trong lịch sử Do Thái, số lượng người Do Thái sống ở bên ngoài Palestine đã vượt quá quê hương bản quán. Những phu tù tại Babylon và hậu duệ của họ được gọi là người Do Thái, người Do thái dần dần trở thành tên gọi chung của cả dân tộc Do Thái.
Những người lưu đày trước sau đến Babylon hợp hai làm một, đã hình thành một xã đoàn tự trị người Do Thái có cơ quan tổ chức hoàn thiện. Năm 538 TCN, đế quốc Achaemenid diệt vong Vương quốc Tân Babylon. Cyrus II đã phóng thích các phu tù tại Babylon. Người Do Thái trở về cố hương, xây dựng lại Thánh điện, sửa chữa lại tường thành, mở đầu thời đại Thánh điện Herod I, đền Thánh thứ hai.
Sau khi Cyrus II - quốc vương của vương triều Achaemenid, diệt vong Babylon vào năm 538 TCN, người Do Thái bị bắt làm phu tù mới được cho phép trở về Jerusalem - quê hương của họ. Đoạn lịch sử này đã sản sinh ảnh hưởng cực kì to lớn đối với cuộc cải cách Do Thái giáo.
Năm 538 TCN, Cyrus II - nhà lập quốc của đế quốc Ba Tư, không chiến mà thắng, đã đánh chiếm Babylon - thành phố thiên cổ và trứ danh, một cách dễ như trở bàn tay. Ông phát biểu thông cáo rằng, phóng thích người Do Thái trở về cố quốc, đồng thời để cho họ xây dựng lại Thánh điện ở Jerusalem. Lần này có tổng cộng hơn 42.000 người Do Thái trở về Jerusalem. Cyrus II còn đem 5.400 đồ đựng làm bằng vàng và bạc do Nebuchadnezzar II - quốc vương của Vương quốc Tân Babylon, cướp đoạt từ bên trong Thánh điện Jehovah Jerusalem để đặt ở trong Đền tháp Babel trao cho thủ lĩnh của người Do Thái mang về.
Vương quốc Judah lần lượt bị Nebuchadnezzar II cướp đoạt ba lần nhân khẩu, lần thứ nhất là vào năm 606 TCN, lần thứ hai là vào năm 597 TCN và lần thứ ba là vào năm 586 TCN. Mãi cho đến Cyrus II - quốc vương của đế quốc Ba Tư, đã hạ sát Belshazzar - nhiếp chính vương của Vương triều Tân Babylon, đồng thời sau khi chiếm lấy Tân Babylon, Cyrus II hạ lệnh cho phép những người người Do Thái này về Jerusalem xây dựng mới lại ngôi Thánh điện. Sau đó, người Do Thái chia làm ba đợt liên tục không ngừng trở về Jerusalem. Đợt thứ nhất do Zerubbabel dẫn đầu hồi hương vào năm 538 TCN, số người là 42.360 người. Đợt thứ hai do Ezra dẫn đầu hồi hương vào năm 458 TCN, số người là 1.500 người. Đợt thứ ba do Nehemiah dẫn đầu hồi hương vào năm 432 TCN.

## Sự kiện

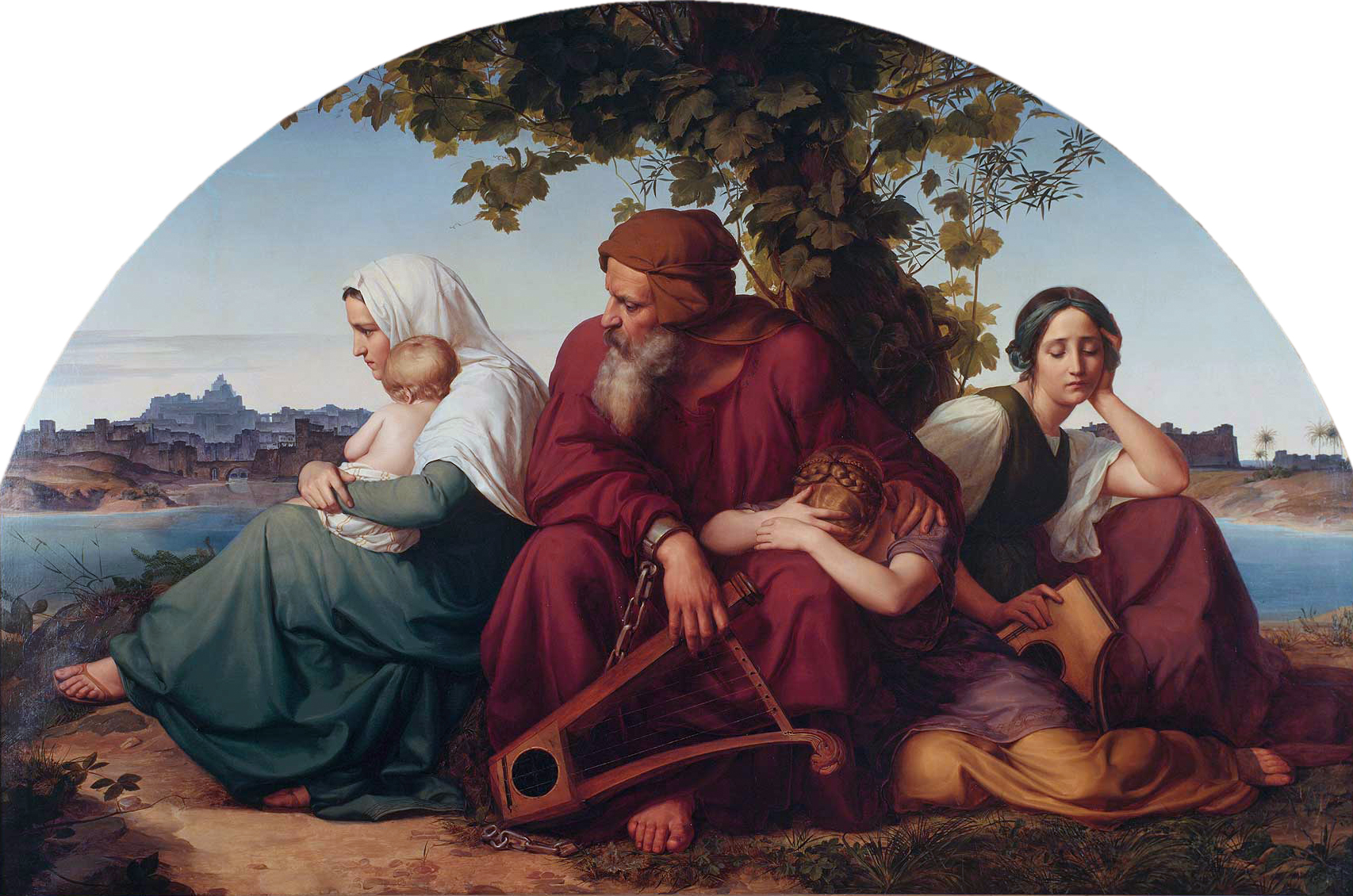
Người Do Thái đau xót lúc đang lưu vong, tranh do hoạ sĩ Eduard Bendemann vẽ vào năm 1832.

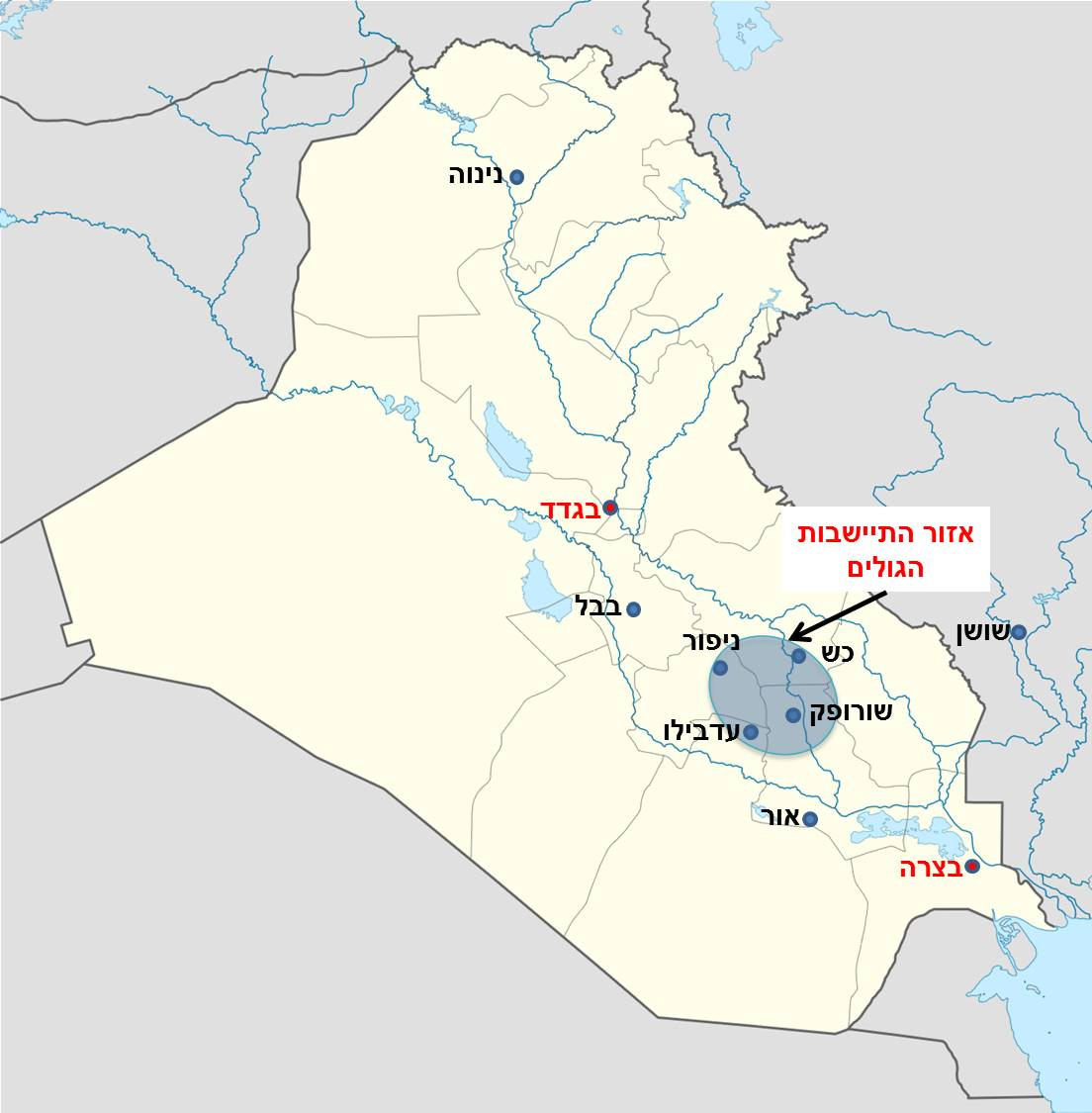
Các khu định cư gần đúng của người Do Thái (vùng tô màu xám), dựa theo tấm bảng Al-Yahudu ở Babylon.

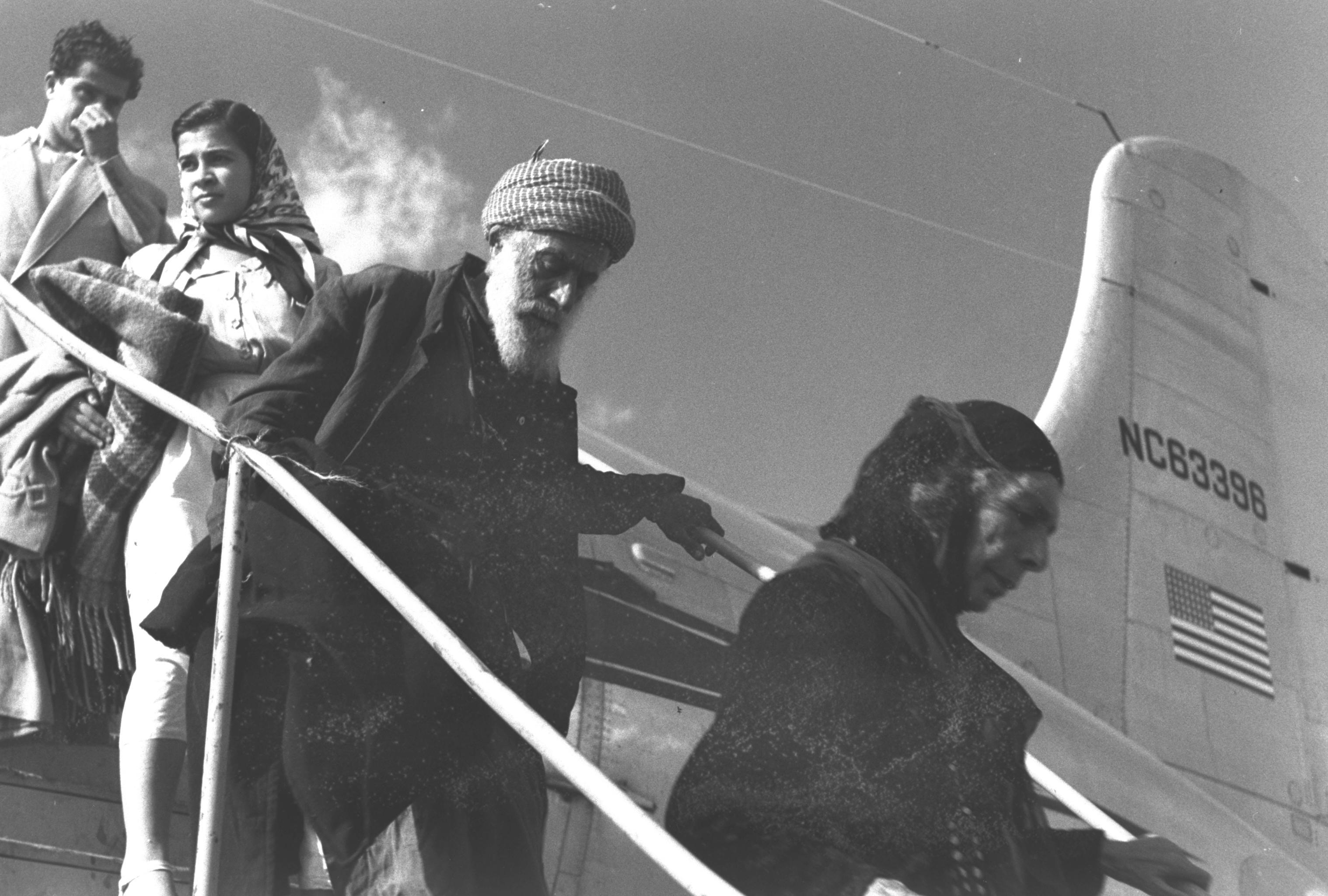
Người Iraq gốc Do Thái bay từ Síp đến Israel vào tháng 9 năm 1950.

Nằm giữa Syria và Ai Cập, có một khu vực gò đồi hẹp và dài. Phía đông của nó là sông Jordan và Biển Chết, phía tây là Địa Trung Hải. Danh xưng trước nhất của nơi này gọi là Canaan. Sau này, có một nhánh người Philistine - một sắc tộc trên biển (các bộ tộc ven bờ Địa Trung Hải), đã đánh chiếm vùng đất này, đồng thời định cư ở nơi này. Người Hi Lạp cổ đại gọi nơi cư trú của người Philistine là Palestine, tức là "đất nước của người Philistine". Vì vậy vùng đất này bị đổi tên gọi thành Palestine.
Palestine là nơi người Canaan và bộ tộc khác nói tiếng Semit cư trú đầu tiên. Về sau, có một nhánh người Hebrew, bộ tộc du mục nói tiếng Semit, chính là người Do Thái sau này, từ phía đông dần dần dời vào Palestine, sau những xung đột lâu dài với người Canaan, dần dần tạp cư hỗn hợp. Trong số đó, bộ lạc Israel (en) cư trú ở phía bắc, bộ lạc Do Thái cư trú ở phía nam.
Vào thế kỉ XII đến thế kỉ XI TCN, trong 200 năm này, người Philistine bị người Hi Lạp tấn công, vượt biển di chuyển đến Canaan để cư trú. Người Hebrew và người Philistine đã tiến hành chiến tranh kịch liệt trong một khoảng thời gian dài. Vào thế kỉ XI TCN, David - vua Do Thái, đã thống nhất các bộ tộc Do Thái, thiết lập Vương quốc Israel - Do Thái. Về sau, xua đuổi người Philistine, lại còn đoạt lấy Jerusalem từ trong tay người Canaan, chọn làm thủ đô của Vương quốc Israel - Do Thái. Kể từ đó, Jerusalem đã trở thành thành phố Thánh của người Do Thái ở Israel. Sau khi vua David chết, Solomon - con trai của ông, lên ngôi. Lúc này, thực lực của Vương quốc Israel - Do Thái tiếp tục được phát triển. Cung điện xa hoa và Thánh miếu Jehovah  được xây dựng trên núi Zion ở Jerusalem kể từ thời đại David, lúc này đã hoàn thành. Tín đồ Do Thái giáo đem núi Zion coi là núi Thánh, đã kêu gọi triệu tập những người Do Thái lưu tán ở khắp nơi trên thế giới "tập trung quanh núi Zion". Đây chính là khởi nguyên của thuật ngữ "chủ nghĩa Zion" (nghĩa là "chủ nghĩa phục quốc Do Thái"). Tuy nhiên, mâu thuẫn của nội bộ vương quốc vào thời kì này cũng đang phát triển.

### Vương quốc Do Thái
Vào thế kỉ X TCN, không lâu sau khi Solomon chết, Vương quốc Israel - Do Thái chia cắt. Phía bắc là Vương quốc Israel, đóng đô ở Samaria; phía nam là Vương quốc Do Thái, vẫn lấy Jerusalem làm thủ đô như cũ. Năm 722 TCN, Sargon II - quốc vương của Đế quốc Assyria, đã đánh chiếm Samaria, thủ đô của Vương quốc Israel, bắt hơn 27.000 người đi làm tù binh, đồng thời đem cư dân của khu vực khác thiên di đến Israel. Vương quốc Israel đã tồn tại khoảng 200 năm, lập tức biến mất trong lịch sử. Đối mặt sự tiến công của Đế quốc Assyria, quốc vương của Vương quốc Do Thái vô cùng hoảng sợ. Vì vậy, bằng lời nói khiêm cung, lễ vật phong phú, với cái giá 24 tấn vàng, đã giữ được ngôi báu của quốc vương, trở thành chư hầu của Đế quốc Assyria. Sau này, vương quốc của người Hebrew chỉ còn lại một tộc người Do Thái, do đó người Hebrew cũng được gọi là người Do Thái. Vương quốc Do Thái liên tục không ngừng tồn tại cho đến thời kì đầu người La Mã thống trị. Trong thời gian này cũng là đa tai đa nạn, các đế quốc như Ai Cập cổ đại, Vương quốc Tân Babylon, đế quốc Ba Tư, đế quốc Alexander, đế quốc La Mã và đế quốc Đông La Mã đều đã từng chinh phục nó. Đặc biệt là Nebuchadnezzar II - quốc vương của Vương quốc Tân Babylon, hai lần đánh chiếm Jerusalem vào năm 597 TCN và năm 586 TCN, đã diệt vong Vương quốc Do Thái. Ông hạ lệnh đem tất cả quý tộc, tư tế, nhà buôn và thợ thủ công đều nhất luật coi là phu tù, kết đội lập nhóm áp giải đến thành Babylon, chỉ còn lại một số người cực kì bần khổ ở lại Jerusalem, sửa chữa vườn nho, cày ruộng gieo giống. Đây chính là Phu tù tại Babylon trong lịch sử Do Thái.

### Người Do Thái
Sau khi người Do Thái bị bắt ép đến Babylon, Jerusalem trở thành một vùng đất hoang, tường thành khắp chung quanh bị tàn phá, Thánh điện và vương cung bị phóng hoả thiêu đốt, tất cả bát đĩa, chén mâm làm bằng vàng, bạc và đồng ở trong thành toàn bộ đem đến Babylon. Sau mấy chục năm, Cyrus II đã diệt vong Vương quốc Tân Babylon, thì mới phóng thích họ về Jerusalem xây dựng lại quê hương.
Người Do Thái kể từ khi xuất hiện trên vũ đài lịch sử, đã trải qua bao khổ nạn. Theo người ta nói, họ từng định cư Ai Cập hàng trăm năm, chịu khổ cùng cực, dưới sự lãnh đạo của một vị lãnh tụ tên là Moses, đã trốn thoát khỏi Ai Cập. Hơn nữa, lại còn phiêu bạc rất nhiều năm ở khu vực sa mạc của bán đảo Sinai. Về sau, họ còn tác chiến lâu dài với người Canaan và người Philistine, đồng thời chịu khổ làm tù binh trong mấy chục năm nước mất nhà tan, bị người khác tuỳ tiện áp bức sai khiến. Người Do Thái được tôi luyện bởi cuộc sống gian khổ, đã thỉnh cầu Thượng đế cứu vớt họ ra khỏi cảnh dầu sôi lửa bỏng, giúp đỡ người Do Thái phục quốc. Họ thờ phụng Đức Jehovah là chân thần, chúa tể toàn bộ sự vật giữa vũ trụ. Đây chính là Do Thái giáo. Người Do Thái tin rằng ác nhân nhất định sẽ bị Đức Jehovah trừng trị, Chúa Cứu thế nhất định sẽ giáng lâm. Họ đem thần thoại, truyền thuyết, thi ca, lịch sử và "Thập giới" của Moses có liên quan đến Jehovah, cùng với các bộ ngữ lục của tiên tri (một người đem lời của Chúa báo cho dân chúng và quốc vương biết) được ghi chép lại, biên soạn thành Thánh kinh. Thánh kinh là kinh điển mà tín đồ Do Thái giáo sùng bái. Sau này, sau khi Cơ Đốc giáo ra đời và phát triển, đã tiếp nhận bộ Thánh kinh này, gọi nó là Thánh kinh Cựu ước, tức là Cựu ước. Đồng thời đem lời thuyết giáo mới của Cơ Đốc giáo gọi là Thánh kinh Tân ước, tức là Tân ước.
Người Do Thái có ảnh hưởng trọng yếu ở phương diện tôn giáo, người Do Thái Israel lưu tán ở khắp nơi trên thế giới đều đem việc kiên quyết tín phụng Do Thái giáo coi là cơ sở của bản sắc dân tộc. Jerusalem là Thánh địa của Do Thái giáo, cũng là Thánh địa của Cơ Đốc giáo, sau này còn trở thành thánh địa của Hồi giáo. Tín đồ của ba tôn giáo này, mỗi tín đồ dựa vào truyền thuyết tôn giáo mà bản thân theo tín ngưỡng, đều đem Jerusalem coi là Thánh địa của họ.